# Lendas envolvendo os Cavaleiros Templários
O segredo em torno da poderosa ordem medieval dos Cavaleiros Templários, e a rapidez com que desapareceram de repente, no espaço de poucos anos, levou a diversas lendas dos Cavaleiros Templários. Estas vão desde os boatos sobre sua associação com o Santo Graal e a Arca da Aliança, a perguntas sobre a sua associação com a Maçonaria, a procura por um tesouro perdido. Recentes especulações sobre os templários aumentaram ainda mais por causa de referências a eles em livros, best-sellers como "O Código Da Vinci", e filmes como "Indiana Jones e a Última Cruzada" e "A Lenda do Tesouro Perdido". Muitas lendas cercam o local da primeira sede dos templários no Monte do Templo, que tinha sido atribuído a eles pelo rei Balduíno II de Jerusalém.  Eles ficaram em operação há 75 anos.
O Monte do Templo é terra sagrada para judeus, cristãos e muçulmanos, e é o local das ruínas do Templo de Salomão, e de um antigo lugar de repouso da Arca da Aliança. Livros Pseudo-históricos, como "The Holy Blood and the Holy Grail" alegam que os templários descobriram documentos escondidos nas ruínas do Templo, que "provam" que Jesus sobreviveu à crucificação, ou possivelmente "provam" Jesus era casado com Maria Madalena e teve filhos com ela. De fato, a suposição de que os templários devem ter encontrado algo sob o Monte do Templo está no cerne das lendas Templárias e teorias pseudo-históricas. Não há nenhuma evidência física ou documental, entretanto, para apoiar essa suposição. É verdade que eles são documentados como tendo carregado um pedaço da Vera Cruz em algumas batalhas, mas esta foi provavelmente uma parte da madeira que foi descoberta durante o século IV por Helena de Constantinopla, mãe do imperador Constantino.
A recente descoberta do Pergaminho de Chinon nos arquivos do Vaticano parece absolver os Templários das acusações de heresia que foram cobradas sobre eles no momento da sua supressão numa sexta feira 13 de outubro de 1307, e que foram rotulados nos séculos desde. Cópias deste documento foram publicados em 2004.

## Relíquias
Outras lendas de invenção moderna afirmam que o Santo Graal, ou Sangreal, foi encontrado pela Ordem e levado para a Escócia durante a repressão dos templários em 1307, e que permanece enterrada sob a Capela de Rosslyn. Outras descobertas mais recentes dizem que o Santo Graal foi levado para o Norte de Espanha, e protegido pelos Cavaleiros Templários de lá.
Algumas fontes afirmam que os templários descobriram os segredos dos maçons, os construtores tanto do templo original e do segundo Monte do Templo, junto com o conhecimento que da Arca que havia sido transferida para a Etiópia, antes da destruição do Primeiro Templo.
Alguns estudiosos, como Hugh J. Schonfield, e parte dos pesquisadores afirmam que os Cavaleiros Templários podem ter encontrado o tesouro num rolo de cobre dos Essênios de Qumran nos túneis sob o Monte do Templo. Eles sugerem que isso pode explicar uma das acusações de heresia que mais tarde foram postas contra os cavaleiros pela Inquisição medieval.

## Mortes misteriosas dos inimigos da Ordem
O último Grão-Mestre da Ordem dos Templários, Jacques de Molay, foi queimado na fogueira em 1314, por ordem do Rei Filipe IV de França, que também pressionou o Papa Clemente V que dissolveu a Ordem. Diz a lenda que de Molay lançou sua maldição de morte contra o Rei e o Papa Clemente V, dizendo que eles iriam encontrá-lo diante de Deus antes do fim daquele ano.

O papa Clemente morreu apenas um mês depois, e Filipe morreu mais tarde naquele ano em um acidente de caça. A sucessão ao trono da França passou rapidamente através dos filhos de Filipe. Luís X de França durou apenas dois anos, deixando uma mulher grávida que deu à luz o próximo rei, D. João I, o Póstumo, mas o bebê viveu apenas cinco dias antes de sucumbir, provavelmente por veneno. O trono então passou para o outro dos filhos de Filipe IV, Filipe V, o Alto, que foi coroado com 23 anos de idade, mas morreu aos 29 anos. Como não tinha filhos, o trono foi então ao seu irmão, Carlos IV de França, que  morreu seis anos depois, sem um herdeiro do sexo masculino, e assim terminou a Dinastia Capetiana. Uma série de romances de Maurice Druon, Les Rois maudits ("Os reis malditos"), publicados a partir de 1955, divulgou a lenda da dinastia amaldiçoada, e formulou a maldição assim:  
| “ | Malditos, até a décima-terceira geração de suas raças! | ” |
|   | — Maurice Druon, Les Rois maudits.                     |   |

Uma versão desta lenda, ainda conhecida no século XXI,
interpreta a morte de Luís XVI em 1793 come um efeito da maldição, afirmando que Luís XVI pertenceu à décima-terceira geração depois de Filipe IV,
mas na verdade a décima-terceira geração é a dos filhos de Luís XIV, ou seja, quatro gerações antes de Luís XVI.

## Sexta-feira 13
Muitas histórias modernas afirmam que, quando o rei Filipe IV tinha prendido muitos Templários simultaneamente em 13 de outubro de 1307, iniciou-se a lenda do dia azarado da sexta-feira 13. No entanto, um exame mais detalhado mostra que, embora o número 13 era de fato considerado historicamente de azar, a associação real da sexta-feira e 13 parece ser uma invenção a partir do início de 1900.

## Adoração a Baphomet

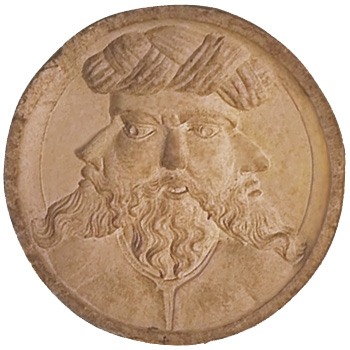
A figura de Baphomet numa Pedra angular no Convento de Cristo, Tomar

O Baphomet é um ídolo supostamente adorado pelos Templários. Um frade occitano de Montpezat, Gaucerant, confessou ter adorado uma "figura Baffometi". A palavra "Baphomet" nunca foi pronunciada pelos acusadores ou pelos templários, mas apenas na sua forma adjetiva "Baphomet" ou "bafométique "
O editor e escritor alemão Friedrich Nicolai em seu Versuch über die Beschuldigungen welche dem Templeorden gemacht worden (Ensaio sobre as acusações feitas contra os templários e os segredos desse tipo) em 1782 , usa primeiramente palavra Bafomet que associa com o Deus supremo dos gnósticos maniqueístas, e foi o primeiro a argumentar que os Templários tinham uma doutrina secreta que foram transmitidas pelos sarracenos, e um sistema de iniciação em graus diversos. A lenda cresce  com o panfreto Mysterium Baphometi revelatum (1819) de um orientalista austríaco, também católico conservador. [carece de fontes?] Joseph von Hammer-Purgstall afirma que os Templários eram gnósticos, ofitas, apóstatas e idólatras.
A ideia de uma Ordem Templária esotérica é popularizada pelo filósofo alemão e anti-racionalista romântico Friedrich Schlegel (1772-1829) em sua Histoire de la littérature ancienne et moderne .

## Alegações de descendências e renascimento
Alguns historiadores e autores têm tentado estabelecer uma ligação da Maçonaria e os seus muitos ramos para os templários. Esta alegada ligação continua a ser um ponto de debate. Graus no Rito Escocês Antigo e Aceito, como o Cavaleiro de Santo André, o Cavaleiro da Rosa-Cruz, e o 32º Grau em Consistório fazem referência a uma "conexão Maçônica-Cavaleiros Templários", mas isso geralmente é julgado cerimonial e não fato histórico.
John J. Robinson defende a ligação templária-maçônica, em seu livro Born in Blood: The Lost Secrets of Freemasonry, na qual ele alega que alguns templários franceses fugiram para a Escócia, após a supressão da Ordem, temendo a perseguição da Igreja e do Estado. Ele afirma que procuraram refúgio em uma loja de canteiros escocesa em que começaram a ensinar as virtudes da cavalaria e da obediência, usando as ferramentas dos construtores como uma metáfora, e, eventualmente, começaram a receber "maçons especulativos" (os homens de outras profissões), a fim de garantir a manutenção da ordem. De acordo com Robinson, a Ordem existiu em segredo desta forma até a formação da Grande Loja Unida da Inglaterra, em 1717. Um exemplo de simbolismo maçónico-templário transitório supostamente pode ser encontrado na Capela de Rosslyn propriedade dos primeiros Rosslyn, uma família com laços bem documentados a Maçonaria escocesa, porém a Capela de Rosslyn se remonta, pelo menos, 100 anos após a supressão dos Templários.
O caso também é relatado no livro de Michael Baigent e Richard Leigh, The Temple and the Lodge.
No entanto, os historiadores Mark Oxbrow, Ian Robertson , Karen Ralls e Louise Yeoman   cada um deixou claro que que a família Sinclair não tinha qualquer ligação com os Templários. Os Sinclairs "testemunharam contra os Cavaleiros no julgamento de 1309, o que não é compatível com qualquer alegado de apoio ou adesão". Em "The Templars and the Grail " Karen Ralls afirma que entre os cerca de 50 depuseram contra os templários eram Henry e William Sinclair.
A Ordem do Templo Solar, é um exemplo famoso de um grupo "neo-Templário", fundado em 1984, reivindicaram a descendência original dos Cavaleiros Templários, existem várias outras ordens de auto-intituladas que também dizem serem descendentes ou renascidos da Ordem dos Templários. Uma dessas organizações é a Ordem Suprema Militar do Templo de Jerusalém (SMOTJ), uma sociedade ecumênico cristã baseada nas tradições da medievais dos Cavaleiros Templários e nos princípios da cavalaria. No entanto, a ordem não é uma ordem de cavalaria real, não tendo o reconhecimento oficial do Estado, nem um chefe de Estado como soberano. A SMOTJ foi criada em 1804 e é dedicada à preservação dos locais sagrados em Jerusalém e arredores, as obras de caridade e pesquisas antiquário. Em 2001, a facção mais importante do SMOTJ foi reconhecido pelas Nações Unidas como uma organização não-governamental.
Algumas pessoas apontam algumas semelhanças assumida entre os Cavaleiros Templários e a Suíça , principalmente por causa das bandeiras semelhantes, os Cavaleiros, uma cruz quadrada cortada nas extremidades, e a bandeira da Suíça moderna, uma cruz quadrada, sem fins queimados. Além disso, os Cavaleiros eram conhecidos por seus bancos.
Finalmente, ao longo da história e até hoje, diversas organizações tentaram alegar ligações à Ordem dos Templários original. Até à data, nenhuma dessas afirmações é historicamente verificável nem amplamente aceita.

## Tesouro
Existem várias lendas sobre um tesouro que alguns templários conseguira esconder do rei Filipe e que mais tarde foi perdido. Uma história diz respeito em particular a Rennes-le-Château, onde o tesouro foi supostamente encontrado no século XIX: uma fonte de especulação para o tesouro seria o tesouro há muito perdido dos Templários.

## Ordem dos Templários na Escócia
Durante o final do século XIII e início do século XIV, a Inglaterra, sob o rei Eduardo I, estava em guerra com a Escócia. Em 1314, seu filho, Eduardo II, contratou os escoceses na Batalha de Bannockburn. Segundo a lenda vitoriana, os escoceses venceram a batalha em grande parte devido à intervenção da Ordem dos Templários, no lado de seu rei Robert Bruce.  Na realidade, nenhum dos contemporâneos ou quase nenhum contemporâneo de contas da batalha Bannockburn mencionam os Templários em tudo, e a excomunhão do rei Robert Bruce tinha muitas outras razões para ter nada a ver com os Templários, já que ele estava desesperado para manter do lado direito do Papa e do Rei da França. Também é interessante notar que dois membros da Ordem dos Templários tinham lutado por Eduardo I na batalha de Falkirk, em 1298. Militarmente, ele conseguiu muito bem sem eles a partir de 1307-1314 e de 1314-1328 e a história só poderia ser vista como uma concessão ao orgulho Inglês - o 'motivo' real para a sua perda não é porque estavam lutando contra os escoceses, mas contra uma força de elite de cavaleiros. Esta lenda é a base para graus no convite da Ordem Maçônica conhecida como a Ordem Real da Escócia.

## Lendas sobre associações com outras Ordens

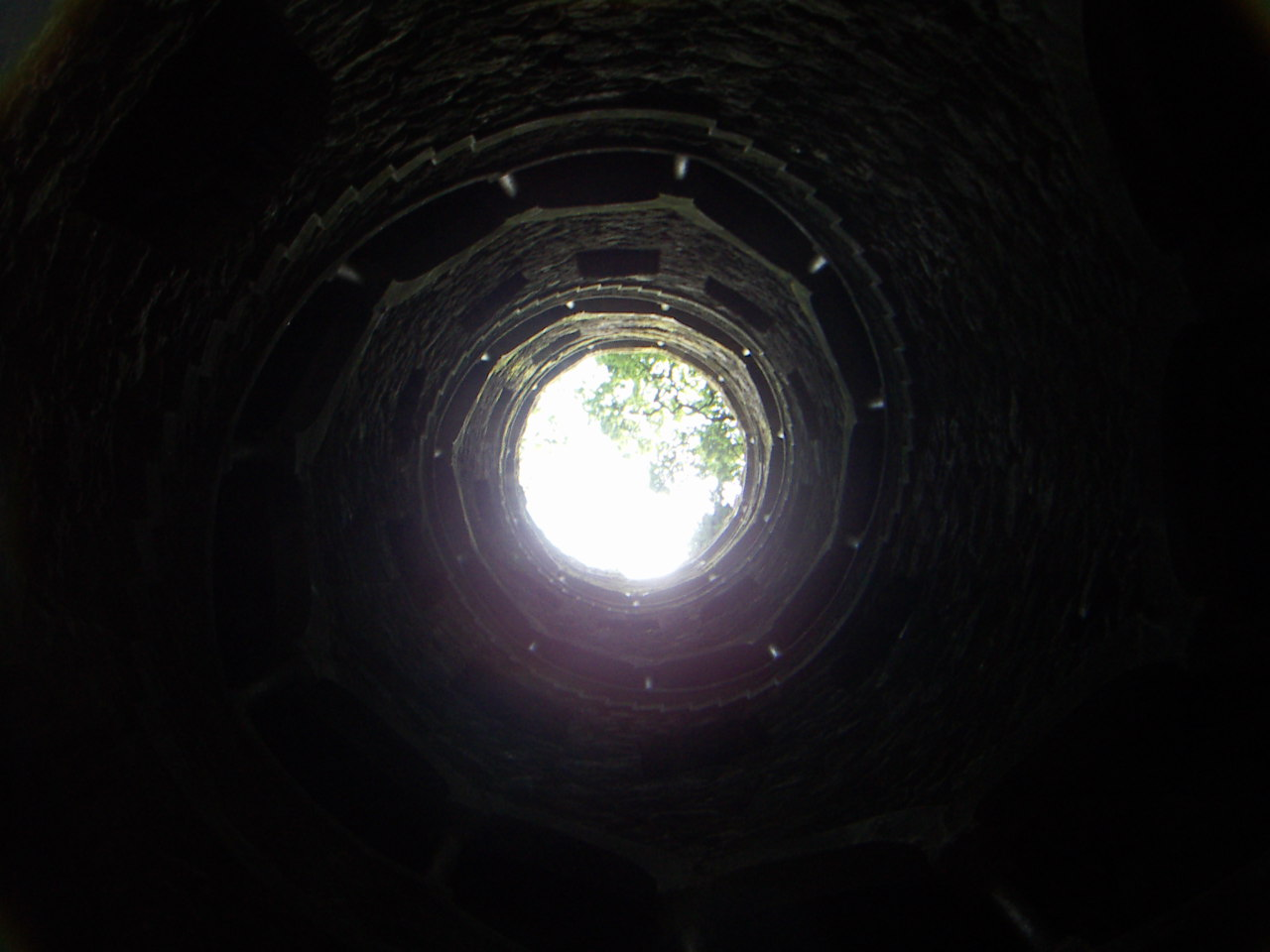
'Bem da Iniciação': baseado na arquitetura no simbolismo dos Templários, Rosacruz e Maçonaria da "Quinta da Regaleira" (1892-1910), Sintra, Portugal

Mais especulação giram em torno da associação dos Templários com outras Ordens. Esta questão é adicionalmente confusa porque algumas Ordens, como a Maçonaria, passaram a adotar os símbolos e as tradições dos Templários em 1700. (Ver: Cavaleiros Templários (Maçonaria)) Outra moderna (mas muito menor) são as reivindicações de ascendência dos Templários a Ordem Suprema Militar do Templo de Jerusalém.
Historiadores revisionistas e teóricos da conspiração afirmam que os Cavaleiros Templários armazenaram conhecimento secreto, ligando-os a miríade de outros temas: os Rosacruzes, os cátaros, o Priorado de Sião, Rei Arthur e os Cavaleiros da Távola Redonda, o Hermetismo, os Ebionitas, os Deus Rex, relíquias ou evangelhos perdidos de Tiago, o Justo, Maria Madalena e Jesus (como o "Testamento de Judas"), rei Salomão, Moisés e, finalmente, Hiram Abif e os mistérios do Antigo Egito. Isto, por sua vez, tem contribuído para os Cavaleiros Templários ter várias influências sobre a cultura popular.

## Caveira e ossos cruzados

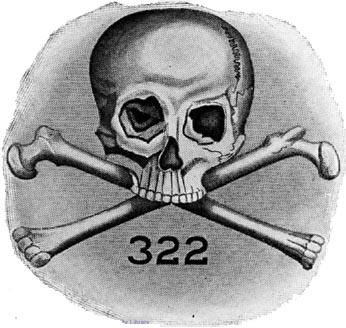
Símbolo da Skull and Bones (Caveira e Ossos). Caveira e ossos cruzados são também um símbolo da pirataria

A lenda maçônica fala de três Templários que pesquisaram o sitio da queima de Jacques de Molay, e encontram apenas um crânio e dois fêmur. Estes levaram com eles e supostamente foram utilizados como o impulso para criar a primeira bandeira de Jolly Roger da pirataria, de modo que eles nunca esqueceriam. [carece de fontes?] Esse mesmo símbolo é usado hoje pela sociedade da Universidade de Yale, a Skull and Bones.

## Rumores sobre localizações

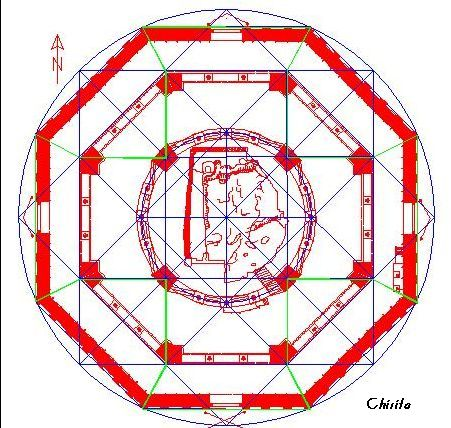
O piso plano da Cúpula da Rocha e algumas linhas de construção; possível fonte de inspiração para as construções dos Templários

Muitos locais são ditos terem várias ligações com os Templários, com vários graus de confiabilidade. Uma especulação comumente citada tem a ver com uma pintura templária que estava no telhado de um edifício em Templecombe, na Inglaterra. Atualmente em exibição em uma aldeia na Igreja de St Mary, algumas pessoas acreditam que é uma imagem templária encomendada de Cristo ou a cabeça sem corpo de João Batista .
A seguir está uma lista de alguns dos lugares que têm sido associados com os Cavaleiros Templários, quer na ficção ou em lendas, mas que ainda não foram provados a ter uma associação de fato.
- Poço das Almas em Jerusalém
- Oak Island, Nova Escócia (região do oeste lendário)[21]
- Acadia (atualmente da Nova Escócia) é um derivado de Arcádia, a mítica e utópica visão idílica da mitologia da Renascença. Os Acadianos da Nova Escócia e a povo de Cajun da Louisiana espalham boatos por serem descendentes dos antigos Cavaleiros Templários.
- Igreja de Laon, na França
- Igreja Redonda de Lanleff na Bretanha, França
- O castelo de Barberà em Espanha
- O Castelo de Ponferrada, na aldeia homônima em León, Espanha
- Capela Chwarszczany na Polónia
- Bannockburn, local da Batalha de Bannockburn na Escócia
- Capela de Rosslyn e Igreja de Orphir na Escócia
- Caverna de Royston, estradas sob a cruz formada pela Icknield Way e Ermine Street
- Hertford, Inglaterra[24]
- Santo Sepulcro em Cambridge, a Inglaterra[25]
- Santo Sepulcro em Northampton, Inglaterra
- La Chapelle-Saint-Georges d'Ydes em França
- Igreja de San Jacopo em Campo Corbolini, em Florença, Itália
- Castelo de Almourol, Portugal
- Castelo de Tomar e Convento de Cristo, Portugal
- Igreja de Santa Maria dos Olivais, Portugal
- Templo, Midlothian, Escócia
- Templo Bruer, Lincolnshire
- Igreja da Trindade (Nova York) em Wall Street, em Nova York

## Ver Também
- Ordem do Templo
- Priorado de Sião
- Teorias conspiratórias maçônicas
- Baphomet